# Liste der Weltrekorde im Bahnradsport
Die Liste der Weltrekorde im Bahnradsport führt die Weltrekorde im Bahnradsport auf, die vom Weltradsportverband Union Cycliste Internationale (UCI) anerkannt sind.

## Regeln
Weltrekorde sind durch Kapitel V der UCI-Regeln für den Bahnradsport geregelt. Sie werden in den Kategorien Männer, Frauen, Junioren und Juniorinnen geführt. Rekorde können entweder im Rahmen eines regulären Wettkampfs aufgestellt werden oder bei einem speziellen Rekordversuch, der zuvor angemeldet werden muss. Rekorde unterliegen der Prüfung und einer Bestätigung durch die UCI, die in der Regel nicht unmittelbar erfolgt. Nicht bestätigt werden Rekorde, die noch am selben Tag wieder gebrochen werden. Artikel 3.5.001 bestimmt die Distanzen, auf denen Weltrekorde anerkannt werden, und zwar folgende:
- 200 Meter fliegender Start
- 500 Meter fliegender Start
- Teamsprint
- Zeitfahren
- Einerverfolgung
- Mannschaftsverfolgung
- Stundenweltrekord (nur Männer und Frauen)

Bemerkungen:
- Die Distanz in der Einerverfolgung beträgt 4000 Meter in der Elite und 3000 Meter für Junioren.
- Beim Teamsprint müssen Rekorde auf einer 250-Meter-Bahn erzielt werden; bei Frauen und Juniorinnen werden in den aktuellen Rekordlisten Zeiten über 500 und 750 Meter geführt, obgleich die 500 Meter nicht mehr gefahren werden.
- Die 500 Meter bei fliegendem Start gehören nicht zum üblichen Wettkampfprogramm, und das Regelwerk enthält keine näheren Bestimmungen dazu. Bei den Juniorinnen fehlt diese Distanz in der Rekordliste.

### Änderungen
Bis zur Saison 2012/2013 wurde die Mannschaftsverfolgung der Frauen und Juniorinnen zu dritt über 3000 Meter ausgetragen, seitdem zu viert über 4000 Meter. Der Teamsprint der Frauen und Juniorinnen wurde bis Juni 2020 zu zweit über zwei Runden ausgetragen, seitdem mit Ausnahme der Olympischen Spiele von Tokio (August 2021) wie bei den Männern zu dritt über drei Runden.
2025 änderten sich die Distanzen einiger Wettbewerbe im Frauenbereich. Das Zeitfahren wurde von 500 auf 1000 Meter verlängert, die Einerverfolgung von 3000 auf 4000 Meter bzw. bei den Juniorinnen von 2000 auf 3000 Meter. Die Weltrekorde werden demzufolge seit 2025 ebenfalls über die neuen Distanzen geführt.
 Info: Vor dem Aktualisieren eines aktuellen Rekords zunächst den überbotenen Rekord auf der Liste ehemaliger Weltrekorde im Bahnradsport eintragen.

## Weltrekorde der Frauen
| Disziplin                    | Name                                                                | Zeit/Distanz | Datum            | Ort                       | Veranstaltung                 |
| ---------------------------- | ------------------------------------------------------------------- | ------------ | ---------------- | ------------------------- | ----------------------------- |
| 200 Meter, fliegender Start  | Yuan Liying                                                         | 9,976 s      | 15. März 2025    | Konya                     | Nations Cup 2025              |
| 500 Meter, fliegender Start  | Emma Hinze                                                          | 27,063 s     | 17. August 2024  | Berlin                    | Deutsche Meisterschaften 2024 |
| 1000 m Zeitfahren            | Hetty van de Wouw                                                   | 1:04,497 min | 15. Februar 2025 | Heusden-Zolder            | Europameisterschaften 2025    |
| 750 m Teamsprint             | Großbritannien Katy Marchant Sophie Capewell Emma Finucane          | 45,186 s     | 5. August 2024   | Saint-Quentin-en-Yvelines | Olympische Spiele 2024        |
| 4000 m Einerverfolgung       | Vittoria Bussi                                                      | 4:23,642 min | 16. Mai 2025     | Aguascalientes            | eigener Rekordversuch         |
| 4000 m Mannschaftsverfolgung | Deutschland Franziska Brauße Lisa Brennauer Lisa Klein Mieke Kröger | 4:04,242 min | 3. August 2021   | Izu                       | Olympische Spiele 2020        |
| Stundenweltrekord            | Vittoria Bussi                                                      | 50,455 km    | 10. Mai 2025     | Aguascalientes            | eigener Rekordversuch         |

## Weltrekorde der Männer
| Disziplin                    | Name                                                               | Zeit/Distanz | Datum            | Ort                       | Veranstaltung          |
| ---------------------------- | ------------------------------------------------------------------ | ------------ | ---------------- | ------------------------- | ---------------------- |
| 200 Meter, fliegender Start  | Matthew Richardson                                                 | 8,857 s      | 15. August 2025  | Konya                     |                        |
| 500 Meter, fliegender Start  | Jeffrey Hoogland                                                   | 24,564 s     | 31. Oktober 2023 | Aguascalientes            | eigener Rekordversuch  |
| 750 m Teamsprint             | Niederlande Jeffrey Hoogland Harrie Lavreysen Roy van den Berg     | 40,949 s     | 6. August 2024   | Saint-Quentin-en-Yvelines | Olympische Spiele 2024 |
| 1000 m Zeitfahren            | Jeffrey Hoogland                                                   | 55,433 s     | 31. Oktober 2023 | Aguascalientes            | eigener Rekordversuch  |
| 4000 m Einerverfolgung       | Jonathan Milan                                                     | 3:59,153 min | 18. Oktober 2024 | Ballerup                  | WM 2024                |
| 4000 m Mannschaftsverfolgung | Australien Oliver Bleddyn Conor Leahy Kelland O’Brien Sam Welsford | 3:40,730 min | 6. August 2024   | Saint-Quentin-en-Yvelines | Olympische Spiele 2024 |
| Stundenweltrekord            | Filippo Ganna                                                      | 56,792 km    | 8. Oktober 2022  | Grenchen                  | eigener Rekordversuch  |

## Weltrekorde Juniorinnen
| Disziplin                    | Name                                                               | Zeit         | Datum           | Ort                       | Veranstaltung                      |
| ---------------------------- | ------------------------------------------------------------------ | ------------ | --------------- | ------------------------- | ---------------------------------- |
| 200 Meter, fliegender Start  | Stefany Cuadrado                                                   | 10,508 s     | 9. August 2024  | Saint-Quentin-en-Yvelines | Olympische Spiele 2024             |
| 500 Meter Teamsprint         | Deutschland Pauline Grabosch Emma Hinze                            | 33,899 s     | 19. August 2015 | Astana                    | Junioren-WM 2015                   |
| 750 Meter Teamsprint         | China Lu Minying Luo Shuyan Shi Yi                                 | 48,835 s     | 21. August 2024 | Luoyang                   | Junioren-WM 2024                   |
| 1000 m Zeitfahren            | Erin Boothman                                                      | 1:08,092 min | 18. Juli 2025   | Sangalhos                 | Junioren-EM 2025                   |
| 3000 m Einerverfolgung       | Erin Boothman                                                      | 3:30,735 min | 29. Juli 2025   | Manchester                | Britische Bahnmeisterschaften 2025 |
| 4000 m Mannschaftsverfolgung | Großbritannien Phoebe Taylor Grace Miller Erin Boothman Evie Smith | 4:20,376 min | 16. Juli 2025   | Sangalhos                 | Junioren-EM 2025                   |

## Weltrekorde Junioren
| Disziplin                    | Name                                                                  | Zeit         | Datum           | Ort            | Veranstaltung                           |
| ---------------------------- | --------------------------------------------------------------------- | ------------ | --------------- | -------------- | --------------------------------------- |
| 200 Meter, fliegender Start  | Stefan Ritter                                                         | 9,738 s      | 7. Oktober 2016 | Aguascalientes | Panamerika-Meisterschaften der Junioren |
| 500 Meter, fliegender Start  | Alexander Chromiche                                                   | 26,969 s     | 9. August 1990  | Moskau         |                                         |
| 750 m Teamsprint             | Deutschland Pete Flemming Jakob Vogt Colin Rudolph                    | 43,789 s     | 23. August 2023 | Cali           | Junioren-WM 2023                        |
| 1000 m Zeitfahren            | Tayte Ryan                                                            | 0:59,875 min | 25. August 2024 | Luoyang        | Junioren-WM 2024                        |
| 3000 m Einerverfolgung       | Henry Hobbs                                                           | 3:03,246 min | 17. Juli 2025   | Sangalhos      | Junioren-EM 2025                        |
| 4000 m Mannschaftsverfolgung | Italien Davide Stella Ares Costa Christian Fantini Alessio Magagnotti | 3:51,199 min | 22. August 2024 | Luoyang        | Junioren-WM 2024                        |